# Brahim Hemdani
Brahim Hemdani (ur. 15 marca 1978 w Colombes) – algierski piłkarz, grający na pozycji defensywnego pomocnika.

## Kariera
Profesjonalną karierę rozpoczynał w stołecznym klubie RCF Paris, z którego odszedł latem 1997 roku do AS Cannes grającego wtedy w Ligue 1. W pierwszym sezonie w ekstraklasie klub Hemdaniego zajął miejsce spadkowe, a sam zawodnik zagrał w 20 meczach strzelając 1 gola. Następnie po pół roku gry w drugiej lidze opuścił klub z Cannes, aby przejść do pierwszoligowego RC Strasbourg. Klub ze Strasburga reprezentował przez 2 lata grając w 53 meczach i strzelając 3 gole, po czym zimą 2001 roku przeszedł do Olympique Marsylia za kwotę 4 milionów euro. W drużynie z regionu Prowansji spędził cztery i pół sezonu, występując w 95 meczach ligowych i dwukrotnie wpisując się na listę strzelców. Oprócz tego Hemdani grał z Marsylią m.in. w Lidze Mistrzów w sezonie 2003/2004 w której Olympique zajęło 3 lokatę w swojej grupie, co było premiowane grą w Pucharze UEFA. W tych rozgrywkach zespół prowadzony wtedy przez trenera Jose Anigo awansował aż do finału, ulegając w Göteborgu Valencii CF 0:2. Od lata 2005 Brahim Hemdani grał w szkockim Rangers, dla którego rozegrał 67 meczów w Scottish Premier League. W 2009 roku zakończył karierę.